# White House (Arizona)
Pour les articles homonymes, voir White House.
La White House est une structure troglodytique du comté d'Apache, dans l'Arizona, aux États-Unis. Elle est protégée au sein du monument national du Canyon de Chelly. On y accède depuis le bord sud du canyon par le sentier de randonnée dit White House Trail.

Ruines de la white house. Avril 2019.